# Euonymus japonicus
Euonymus japonicus, el huso japonés, bonetero o evónimo, es una especie nativa de Japón, Corea y China.

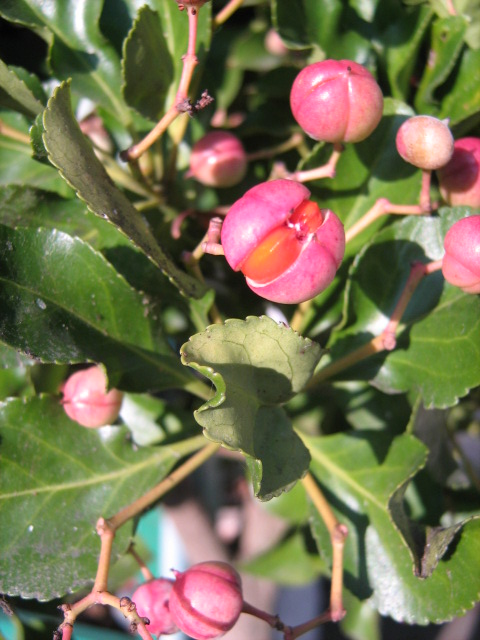
Frutos

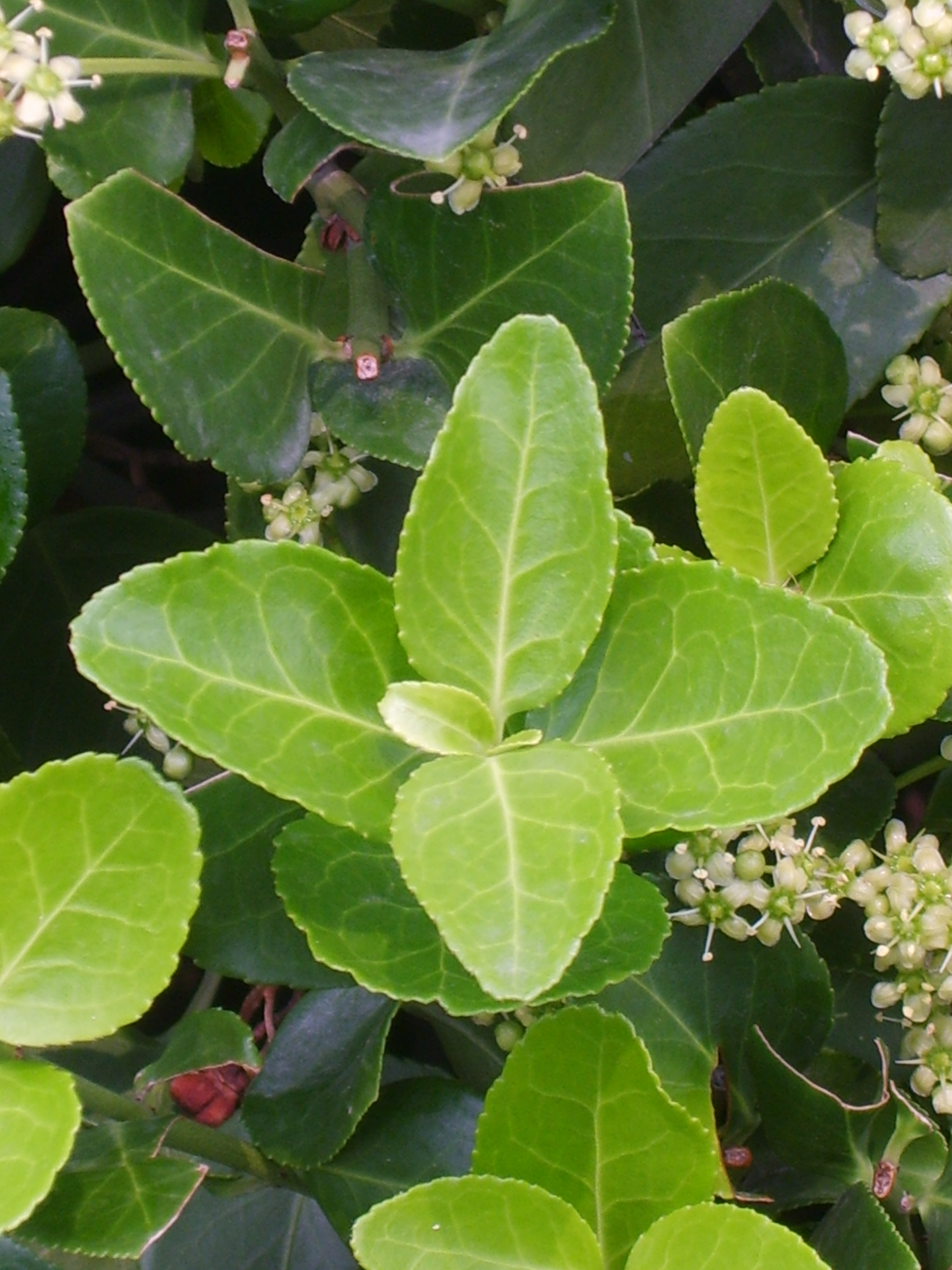
Hojas

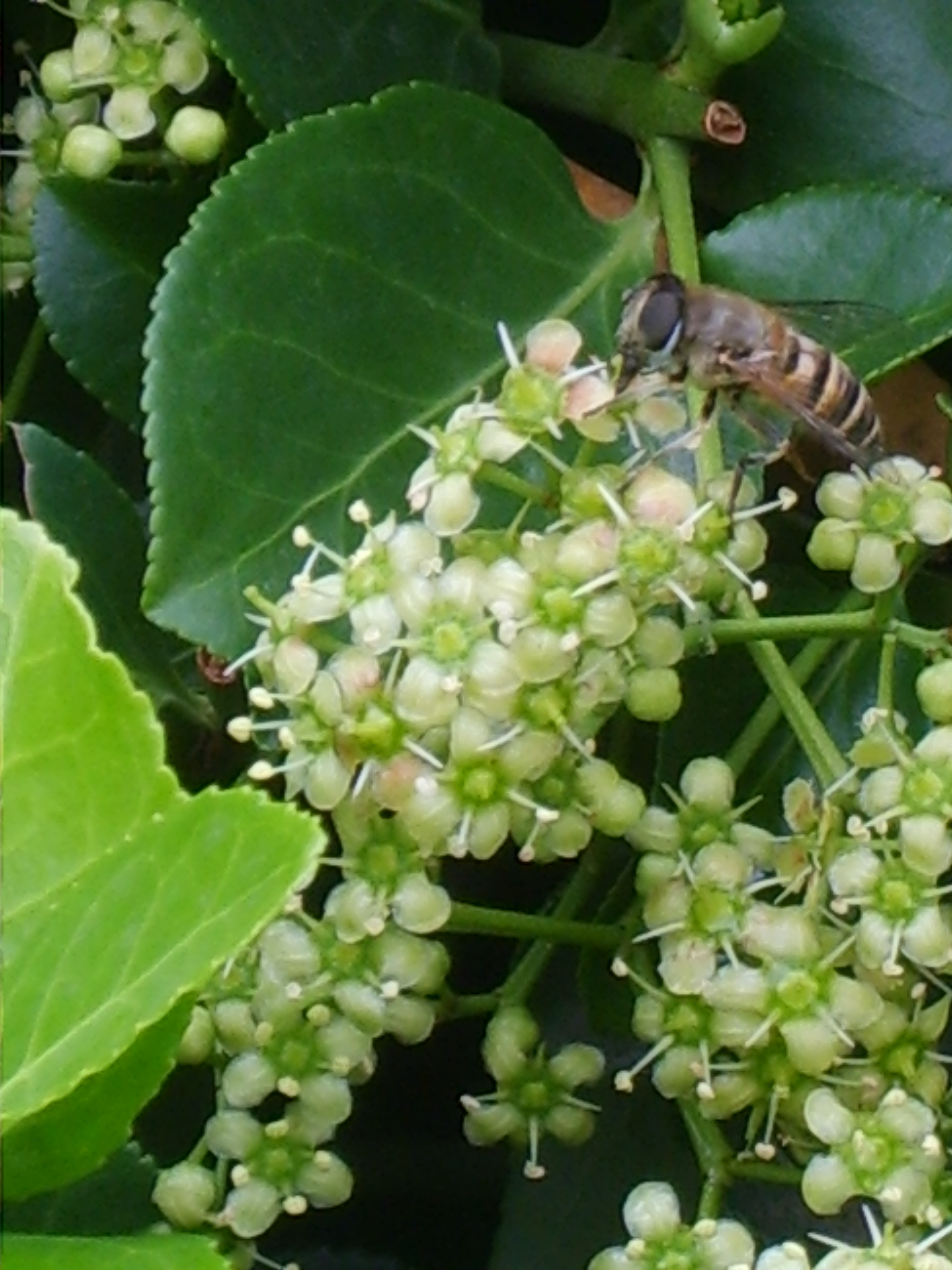
Flores

## Descripción
Es un arbusto perenne o pequeño árbol que alcanza 2-8 m de altura. Las hojas son ovaladas, de 3-7 cm de largo, finamente serradas. Las flores son discretas, de color verdoso-blanco de 5 mm de diámetro.

## Taxonomía
Euonymus japonicus fue descrita por  Carl Peter Thunberg y publicado en Nova Acta Regiae Societatis Scientiarum Upsaliensis 3: 208. 1780.
Etimología
Euonymus: nombre genérico que viene de las palabras griegas eu =  ‘bueno’, y onoma =  ‘nombre’.
japonicus: epíteto geográfico que alude a su localización en Japón.
Sinonimia
- Euonymus sinensis Carrière (1883),
- Euonymus chinensis Loureiro (1790)[3]
- Elaeodendron javanicum Turcz.
- Euonymus carrierei Dippel
- Euonymus pulchellus Dippel
- Euonymus repens Carrière
- Masakia japonica (Thunb.) Nakai
- Pragmotessara japonica Pierre[4]

## Usos
Planta ornamental.

## Distribución
Son resistentes al frío y necesitan suelos ricos en humus y lugares sombreados. 

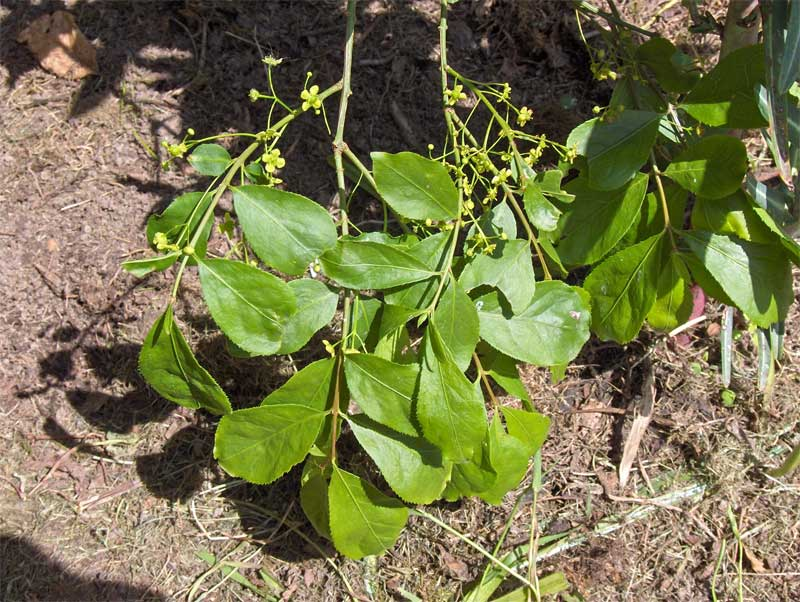
Hojas y flores de Huso japonés
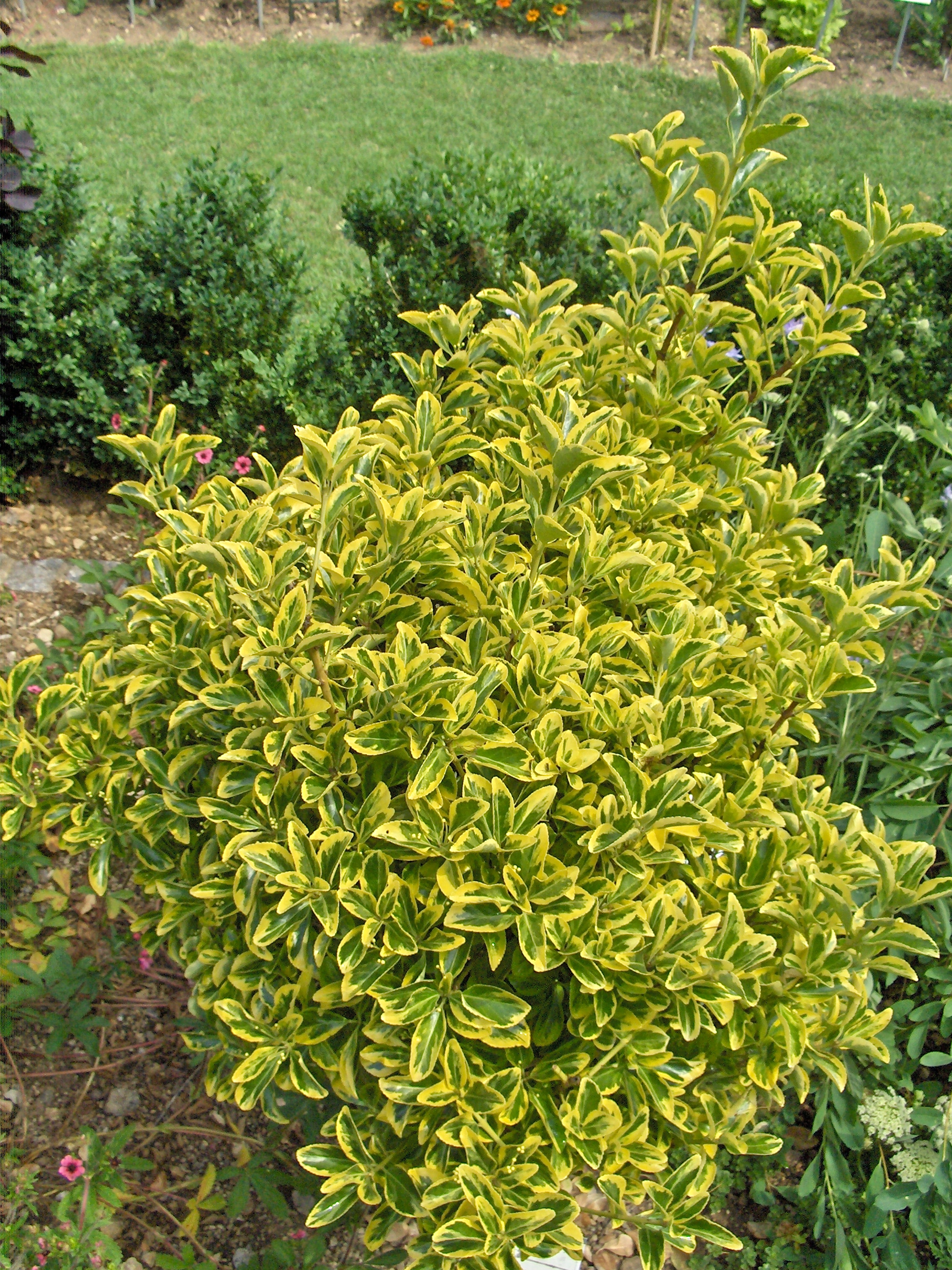
Euonymus japonicus 'Aureo-marginatus', un cultivo de Huso japonés.

- Datos: Q161383
- Multimedia: Euonymus japonicus / Q161383
- Especies: Euonymus japonicus